# سوزانا تپانی
سوزانا تپانی (انگلیسی: Susanna Tapani؛ زادهٔ ۲ مارس ۱۹۹۳) بازیکن هاکی روی یخ اهل فنلاند است.